# Super Junior-D&E
Super Junior-D&E (hangul: 슈퍼주니어-D&E) (também conhecida como Donghae & Eunhyuk (hangul: 동해 & 은혁), D&E ou SJ-D&E) é uma dupla musical sul-coreana, sendo o quinto subgrupo oficial da boy band Super Junior. A dupla foi formada em 2011 e contém dois membros do Super Junior, Eunhyuk e Donghae, que se complementam nas músicas. A primeira apresentação oficial da dupla aconteceu em 16 de dezembro de 2011, no Music Bank da KBS, com a canção "Oppa, Oppa".

## História

### 2011 – 2013:Oppa, Oppa,I Wanna DanceeStill You
A dupla lançou seu primeiro single digital, "Oppa, Oppa" em 16 de dezembro de 2011, através de vários portais de música coreanos, como MelOn, Bugs e Mnet. Simultaneamente, a canção foi apresentada no Music Bank.  A canção foi apresentada pela primeira vez durante o Super Show 4 em 19 de novembro e, um mês depois, a SM Entertainment anunciou que a dupla iria promover a música como um single em vários programas tradicionais como Music Bank, Music Core, Inkigayo e M! Countdown.
O videoclipe da canção também foi lançado em 16 de dezembro. Outro videoclipe foi lançado em 21 de dezembro, este editado e dirigido por Shindong. O vídeo conta com a participação de Amber do girl group f(x), Peter e Youngsky do grupo One Way, Sungmin e o próprio Shindong.
O single consiste de duas canções: a canção-título "Oppa, Oppa" e "First Love", solo de Donghae. Em abril de 2012 foi lançada uma versão física do single no japão, com as duas canções regravadas em japonês. "Oppa, Oppa" alcançou o segundo lugar nas paradas semanais e diárias da Oricon, e o primeiro na parada  de singles da Tower Records japonesa.
Peter do Team Onesound, um dos produtores da dupla, publicou através de seu Twitter que o subgrupo lançaria um novo single em 2013. Em 19 de junho, a dupla lançou seu segundo single japonês, "I Wanna Dance", que incluí o b-side "Love That I Need", em parceria com Henry.
O segundo single coreano da dupla, "Still You", foi lançado em 18 de dezembro de 2013. O vídeo musical para "Still You" foi filmado em Londres. A canção foi performada pela primeira vez durante a turnê SM Town Week, nos dias 28 e 29 de dezembro.

### 2014 – presente:Ride Me, primeira turnê japonesa eSkeleton
A dupla revelou durante o Super Show 5 em Osaka que iria lançar seu primeiro álbum, seguido de sua primeira turnê, no Japão. Seu primeiro álbum, Ride Me foi lançado em 26 de fevereiro de 2014. A canção "Motorcycle" foi lançada como o principal single do álbum. A versão curta do videoclipe de "Motorcycle" foi lançada através do canal da Avex Trax no Youtube. em 2 de fevereiro. A canção se tornou o tema principal do programa de TV japonês "Sukkiri".
A primeira turnê da dupla, Super Junior D&E The 1st Japan Tour começou em Nagoya, em 3 de março de 2014, passando por oito cidades, incluindo Osaka, Hiroshima, Fukuoka, Kobe, Niigata e Tóquio, para 22 performances. Os rapazes cantaram um total de 22 músicas, incluindo suas canções "I Wanna Dance", "Oppa Oppa", "Kimi Ga Naitara" e "Bambina", do Super Junior. A dupla encerou seu concerto nos dias 8, 9 e 10 de de maio, no Nippon Budokan, atraindo um total de 100 mil fãs para sua primeira turnê japonesa.
Pouco tempo após a turnê Super Junior D&E The 1st Japan Tour, a dupla lançou seu terceiro single japonês, Skeleton, no dia 6 de agosto.

## Integrantes
| Nome artístico | Nome artístico | Nome de nascimento | Nome de nascimento | Data de nascimento              | Local de nascimento  |
| Romanização    | Hangul         | Romanização        | Hangul             | Data de nascimento              | Local de nascimento  |
| -------------- | -------------- | ------------------ | ------------------ | ------------------------------- | -------------------- |
| Eunhyuk        | 은혁           | Lee Hyuk-jae       | 이혁재             | 4 de abril de 1986 (38 anos)    | Goyang, Gyeonggi     |
| Donghae        | 동해           | Lee Dong-hae       | 이동해             | 15 de outubro de 1986 (38 anos) | Mokpo, Jeolla do Sul |

## Discografia
| EPs - 2015: The Beat Goes On - 2018: Bout You - 2019: Danger Singles - 2011: "Oppa, Oppa" - 2013: "Still You" - 2015: "Growing Pains" - 2018: "Bout You" - 2019: "Danger" | Álbuns de estúdio - 2014: Ride Me - 2018: Style EPs - 2015: Present Singles - 2012: "Oppa, Oppa" - 2013: "I Wanna Dance" - 2014: "Skeleton" - 2015: "Let's Get It On" - 2017: "Here We Are" - 2017: "You don't go" - 2018: "If You" - 2018: "Circus" - 2018: "Lose It" - 2018: "Can I Stay..." - 2018: "Hot Babe" - 2018: "Sunrise" |

## Turnês
- 2014: Super Junior D&E The 1st Japan Tour